# Дойняки
Дойняки (бел. Дайнякi) — деревня в Ляховичском районе Брестской области Белоруссии, входит в состав Новосёлковского сельсовета.

## История
В 1897 году деревня входила в состав Доравской волости Новогрудского уезда Минской губернии. В то время в ней насчитывалось 3 двора и проживало 25 человек. К 1909 году деревня называлась «Карані-Дайнякі» (с бел. — «Карани-Дойняки») и имела 16 дворов и 88 жителей. В 1921 году находилась в составе Польши. По данным того времени, в Каранях-Дойняках было 7 дворов и проживало 34 человека.
С 1939 года деревня вошла в состав Белорусской Советской Социалистической Республики. В годы Великой Отечественной войны она была оккупирована немецкими войсками с июня 1941 по июль 1944 года.
В 1959 году в деревне проживало 69 человек, однако к 1970 году численность населения сократилась до 57 человек.
С 2002 года деревня входит в состав колхоза «Новы шлях» (с бел. — «Новый путь»). При этом в деревне насчитывалось 12 дворов, а численность населения снизилась до 27 человек.

## География
Деревня Дойняки расположена приблизительно в 4 километрах севернее районного центра — города Ляховичи. Ближайшие населённые пункты — деревни Корени и Тумаши.